# Kirche von Alatornio

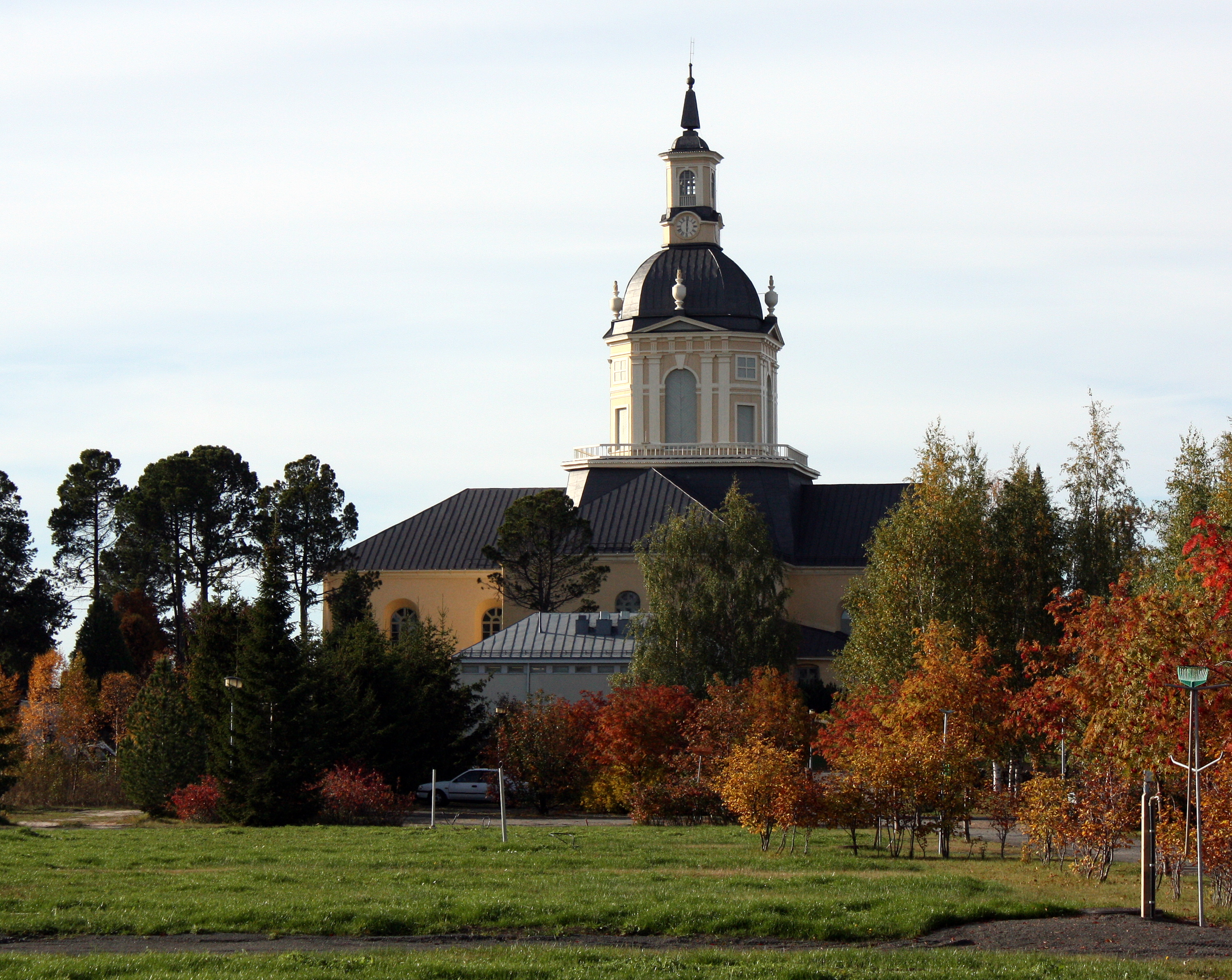
Die Kirche von Alatornio

Die Kirche von Alatornio ist eine klassizistische Steinkirche in der finnischen Stadt Tornio. Sie liegt im Viertel Kirkonmäki des Stadtteils Pirkkiö etwas abseits des Zentrums und war ursprünglich die Pfarrkirche der Gemeinde Alatornio. In ihrer jetzigen Form entstand die Kirche von Alatornio in den Jahren 1794–1797, sie geht aber auf eine mittelalterliche Steinkirche aus der Zeit um 1500 zurück, deren Reste im Ostschiff verbaut sind.

## Geschichte

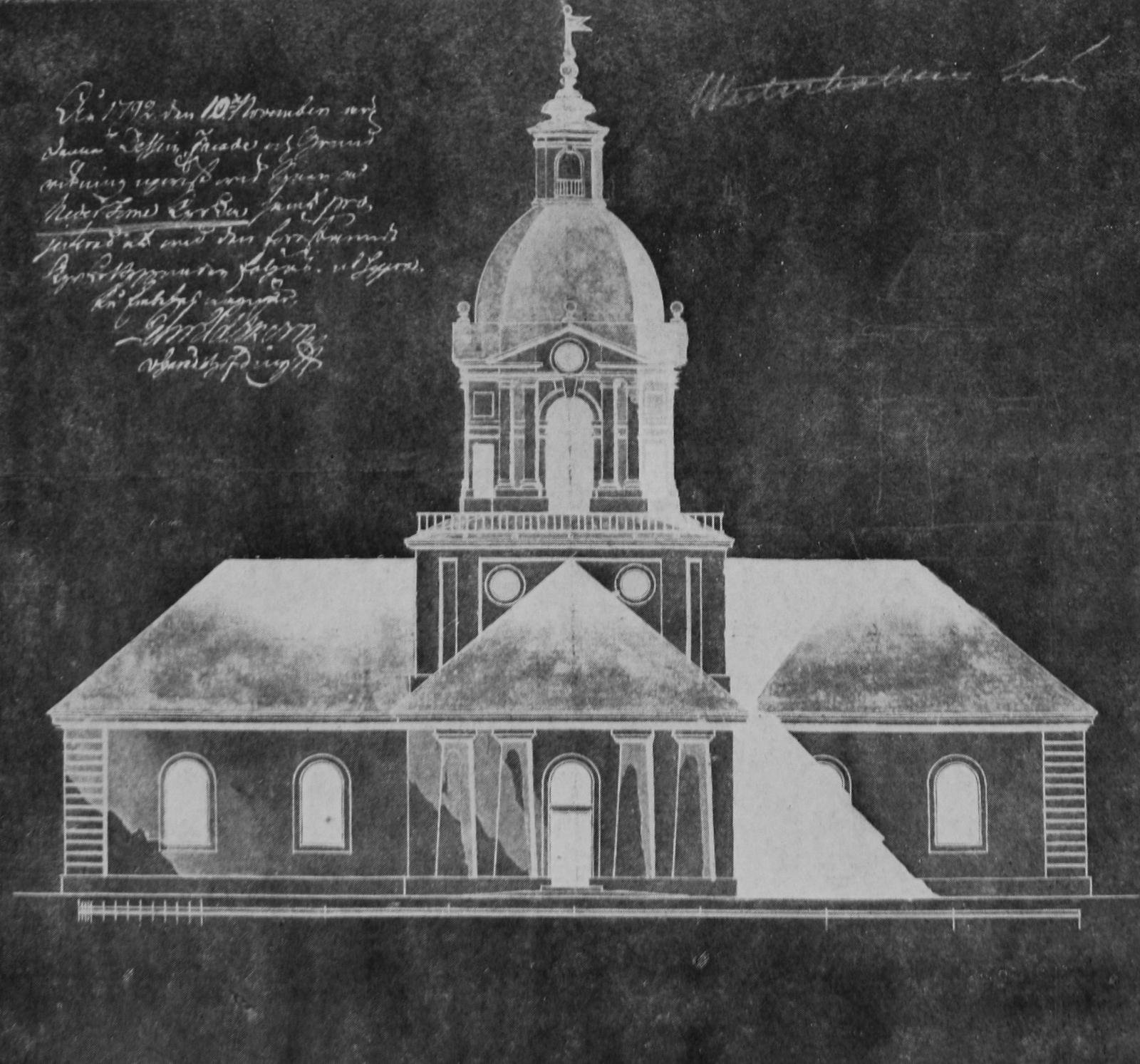
Jacob Rijfs Bauzeichnung für die Kirche von Alatornio (1792)

Eine Kirche von Tornio wird bereits im Jahr 1316 erwähnt, sodass man davon ausgehen kann, dass der erste Kirchenbau an der Stelle der Kirche von Alatornio spätestens Anfang des 14. Jahrhunderts entstand. Der Einflussbereich der Kirche umfasste anfangs den gesamten Unterlauf des Tornionjoki, ehe er 1606 in die Kirchspiele Alatornio („Nieder-Tornio“) und Ylitornio („Ober-Tornio“) geteilt wurde.
Von der ersten, noch hölzernen Kirche ist nichts erhalten. Die jetzige Kirche von Alatornio geht auf eine spätere, aber ebenfalls noch vor der Reformation entstandene Feldsteinkirche zurück. Der Bauzeitpunkt der mittelalterlichen Kirche ist nicht genau feststellbar. Anhand architektonischer Merkmale lässt sie sich einer Gruppe von Steinkirchen, die zwischen 1480 und 1550 erbaut wurden, zuordnen. Historische Quellen legen nahe, dass die Russen bei einem Kriegszug nach Tornio im Frühjahr 1496 eine Holzkirche niederbrannten. Nach der Zerstörung der Holzkirche sei eine Steinkirche errichtet worden, welche wiederum 1513 abermals von den Russen geplündert wurde. Sollte die Interpretation korrekt sein, müsste die Kirche von Alatornio in den ersten Jahren des 16. Jahrhunderts entstanden sein. Neben der Alten Kirche von Keminmaa war die Kirche von Alatornio die nördlichste der mittelalterlichen Feldsteinkirchen Finnlands.
In den Jahren 1794–1797 wurde die Kirche von Alatornio unter der Ägide des Baumeisters Jacob Rijf komplett umgestaltet. Anstelle der mittelalterlichen Kirche entstand eine klassizistische Kreuzkirche, wobei das alte Kirchenschiff als deren östlicher Kreuzarm verbaut wurde.
1842 diente der Kirchturm der Kirche von Alatornio dem deutschen Astronomen Friedrich Georg Wilhelm Struve als Messpunkt für seine geodätischen Vermessungen. Als Teil des Struve-Bogens gehört die Kirche von Alatornio seit 2005 zur Liste des UNESCO-Weltkulturerbes.
Bis Ende 2006 war die Kirche von Alatornio die Pfarrkirche der evangelisch-lutherischen Kirchengemeinde Alatornio, die auch nach der Eingemeindung der politischen Gemeinde Alatornio in die Stadt Tornio im Jahr 1973 zunächst selbstständig blieb. Nachdem die Kirchengemeinden Tornio, Alatornio und Karunki zusammengeschlossen wurden, ist die Kirche von Alatornio eine von drei Kirchen der Kirchengemeinde Tornio.

## Baubeschreibung

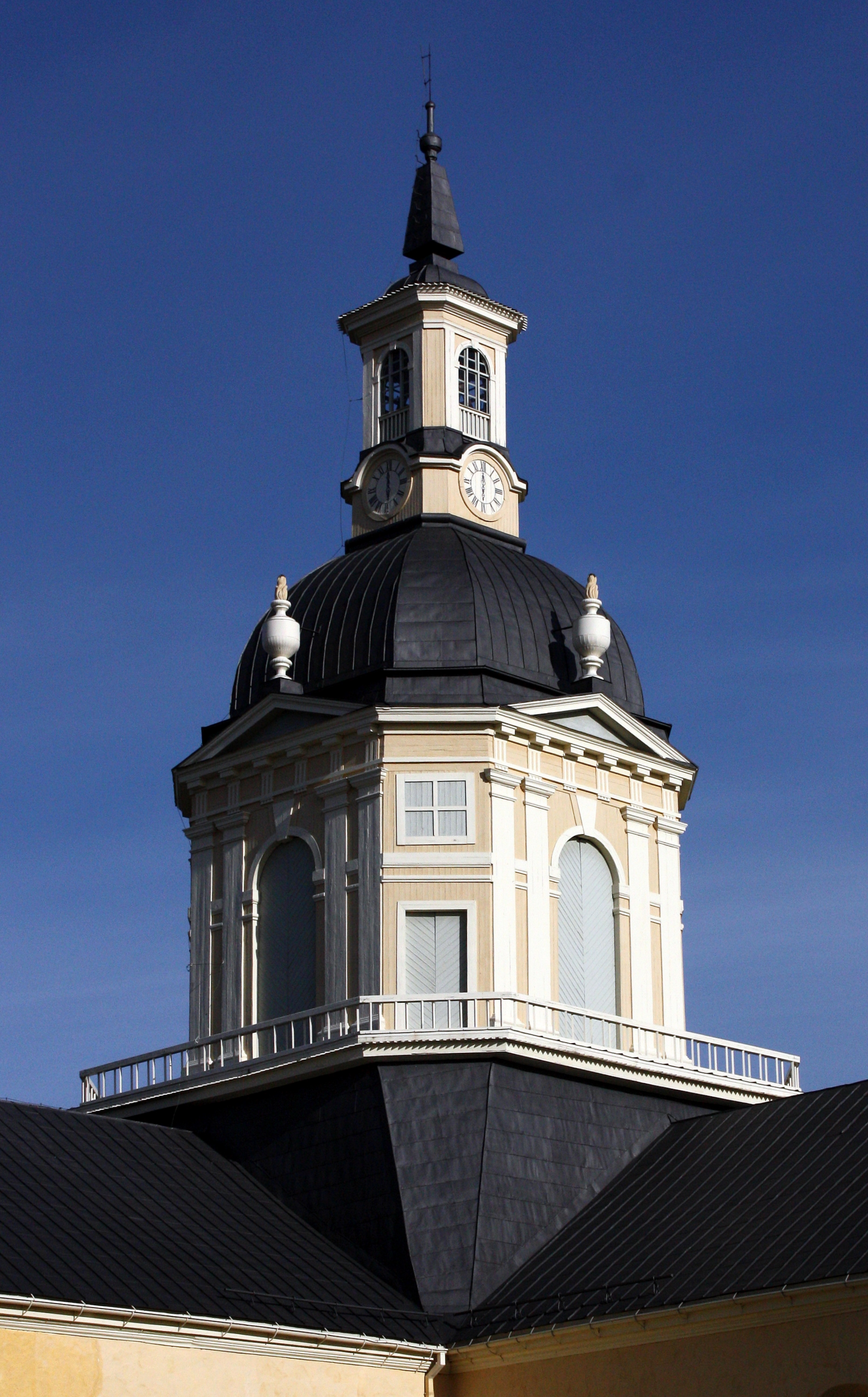
Detail des Kirchturms

Die Kirche von Alatornio vertritt den gustavianischen Klassizismus, der im späten 18. Jahrhundert im schwedischen Reich, zu dem das heutige Finnland damals gehörte, vorherrschend war. Die Kirche hat einen Grundriss in Form eines gleicharmigen griechischen Kreuzes. Über der Vierung erhebt sich der Kirchturm. Ähnlich wie die ebenfalls von Jacob Rijf entworfene Kirche von Skellefteå orientiert sich die Kirche von Alatornio am Vorbild der Adolf-Friedrich-Kirche in Stockholm.
Das Interieur der Kirche ist zu größten Teilen ebenfalls von Jacob Rijf geplant. Er entwarf die Kanzel und den Altar der Kirche. Auffällig ist, dass die Kanzel zwar wie gewöhnlich in der Nordostecke der Vierung steht, der Altar sich aber nicht, wie es üblich war, am Ende des östlichen Kreuzarms, sondern in der Südostecke der Vierung befindet.